# RCマガジン
『RCマガジン』は、八重洲出版から刊行されているラジオコントロール模型の雑誌である。

## 概要
創刊から数年間は飛行機や船もあつかっていたが、やがて自動車の記事が中心となる。
ラジコンの専門誌としては長い歴史を持ち、これまで多くの新製品の紹介や愛好家層の拡大に努めてきた。RC冬の時代において同分野の雑誌が次々と休刊になる中でも生き延びてきた。
1978年4月15日創刊、当初の名称表記は「ラジコンマガジン」であった。大きさはB5サイズの平綴じであったが、1991年4月号よりA4判変形サイズの中綴じに変更。2006年4月号より平綴じに変更された。